# Clavicipitaceae
Clavicipitaceae es una familia de hongos parafilética, porque algunos de sus miembros han sido colocados dentro del orden Hypocreales y Clavicipitales de acuerdo con varias clasificaciones.
Pertenece al subgrupo de los Pyrenomycetes, también llamados Sordariomycetes, el cual es un subgrupo de la clase de los Hymenoascomycetes, que junto con los Plectomycetes y los Loculoascomycetes, son llamados los Ascomycetes superiores o Euascomycetes.
Según Samuels y Blakwell, esta clase se caracteriza por ser un grupo de hongos que producen ascos que no presentan división o que ocasionalmente los ascos son prototunicados en forma de peritecio, con menos frecuencia el cleistotecio.

## Clavicipitales
En este orden podemos encontrar que el peritecio se desarrolla en un estroma carnoso. El centro peritecial contiene un montículo basal central del cual surgen los ascos. Los ascos tienen una tapa apical gruesa bien definida y perforada por un poro estrecho a través del cual se descargan las ascosporas, de forma individual y sucesiva. Las ascosporas son largas, estrechas y a menudo con múltiples septos, que se dividen en esporas parciales.
Sus miembros tienen importancia farmacológica ya que, se pueden obtener metabolitos importantes derivados del determinante intermedio, 4- (γ, γ) -dimethylallyltryptophan (DMAT), entre ellos podemos encontrar Ciclosporina A, producida por Tolypocladium inflatum, que se usa ampliamente como un fármaco inmunosupresor después del trasplante de órganos y Cefalosporina C, un antibiótico b-lactámico con actividad en contra de Bacterias Gram-positivas y Gram-negativas

## Claviceps
El género Claviceps comprende aproximadamente 60 especies de parásitos que han mantenido una estrecha relación con sus plantas huéspedes , desde el mutualismo y el endofitismo, en donde los hongos pueden ser endobiótico o epibiótico, hasta el parasitismo que afecta a diversas partes de las plantas (Atkinsonella, Aciculosporium) y el parasitismo específico de órganos.
Según estudios de ecología, morfología, de metabolismo, filogenia y datación molecular, Claviceps se originó en América del Sur en el Paleoceno en plantas huésped que pertenecen a las subfamilias de Bambusoideae, Ehrhartoideae, Pooideae, Panicoideae, Aristidoideae, Chloridoideae, Micrairoideae, Arundinoideae y Danthonioideae.
Entre ellas la más conocida es C. purpurea, que se desarrolla en climas templados y tiene un amplio rango de patogenicidad, infectando a cerca de 400 especies de hierbas, y otras especies de importancia son C. sorghi, C. africana, C. paspali, y C. fusiformis.

## Claviceps purpurea
C. purpurea también es llamado ergot (francés) o cornezuelo y de acuerdo con el descubrimiento de un posible cornezuelo fósil, llamado Paleoclaviceps parasiticus, los hongos del cornezuelo pueden datarse del Cretácico (Poinar et al. 2015).

### Ciclo de vida homotálico deC. Purpureaque crece en el centeno
Después del invierno, un esclerocio caído al suelo producirá un estroma peritecial. En el peritecio, la plasmogamia, la cariogamia y la meiosis dan lugar a ascosporas filamentosas, con núcleos haploides.
Las ascosporas germinan en los estigmas del ovario del centeno y el micelio penetra en el tallo del ovario.
La infección inicia como conidios y esclerocios, los conidios son transportados por insectos a estigmas frescos produciendo nuevas infecciones, después los esclerocios se agrandan y se hacen visibles como ergot, los cuáles contaminan los granos, el alimento y el forraje con niveles tóxicos de alcaloides del ergot.
Aunque no se comprende el porqué de la presencia de dichos alcaloides, se tiene evidencia de que pueden proporcionar protección a los hongos productores o a las plantas hospedadoras contra la alimentación de insectos y mamíferos.

## Ergot
Para poder controlar el ergot no hay ninguna técnica efectiva, aunque la rotación de cultivos que involucra un no cereal es eficaz, los fungicidas sistémicos son efectivos si se aplican en una concentración efectiva, y los aerosoles fungicidas, utilizados en Australia para controlar C. africana, pero no funciona con C. purpurea.